# リバティ L-12

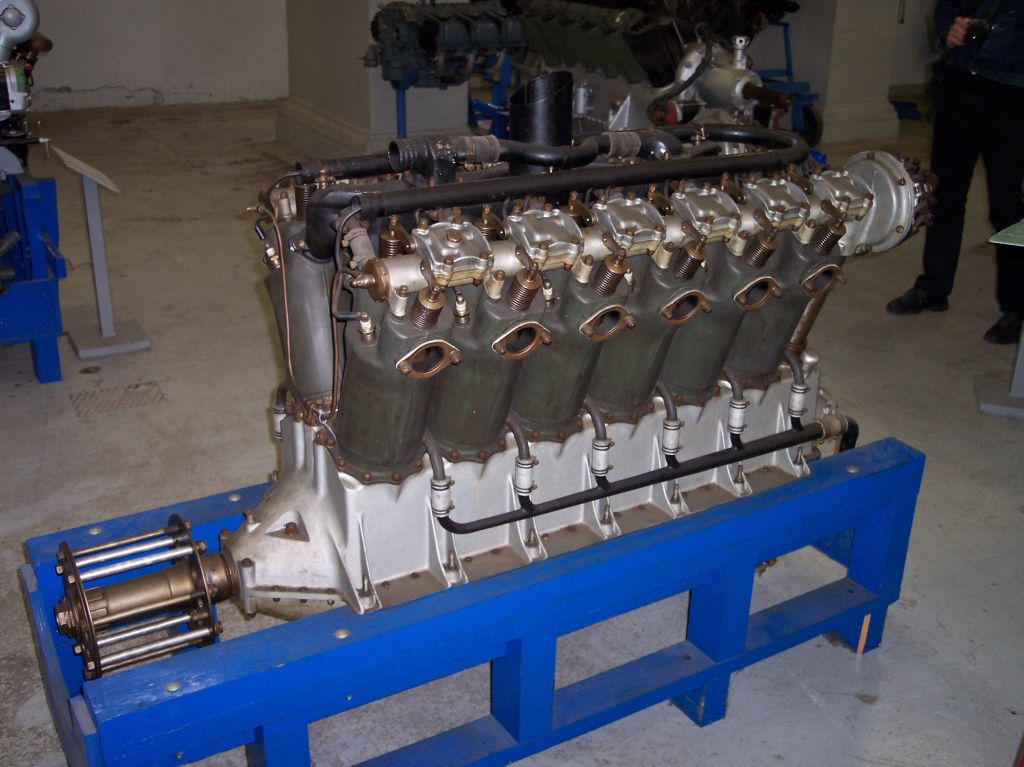
リバティ L-12

リバティ L-12 (Liberty L-12) はアメリカ合衆国で設計・製造された航空機用45° V型水冷12気筒エンジンである。パワーウェイトレシオと量産性に重きを置いて設計され、排気量27リットル (1,649 立方インチ)で400 hp (300 kW) を叩き出す、当時としては高性能のエンジンであった。パッカード 1A-2500に発展した。

## 開発
アメリカ合衆国が対独宣戦した1ヶ月後の1917年5月、航空機生産委員会 (Aircraft Production Board) は当時トップレベルのエンジン設計者であったジェシー・G・ヴィンセント (パッカードに所属) とエルバート・J・ホール (カリフォルニア州バークレーにあったホール・スコット・モーターカーに所属) の2人をワシントンD.C.に呼び出した。彼らは可能な限り速やかにイギリス・フランス・ドイツといったライバルを凌駕する航空機用エンジンを設計するよう命じられた。しかも「パワーウェイトレシオに優れ、量産に適するもの」という条件がつけられていた。
委員会はヴィンセントとホールを1917年5月29日にウィラード・インターコンチネンタル・ワシントンに呼び出し、基本設計図一式が書き上がるまで滞在するよう命じた。わずか5日後にはヴィンセントとホールは新型エンジンの完全な設計図を手にホテルを後にした。新型エンジンは、後発のメルセデス D.IIIaとほとんど変わらないSOHCシステムとロッカーアーム・バルブトレインを採用する設計であった。
1917年7月にはパッカードのデトロイト工場で組み上げられた8気筒の試作機が試験のためワシントンに送られ、続いて8月には12気筒の完成品が試験を受けて承認された。

## 生産

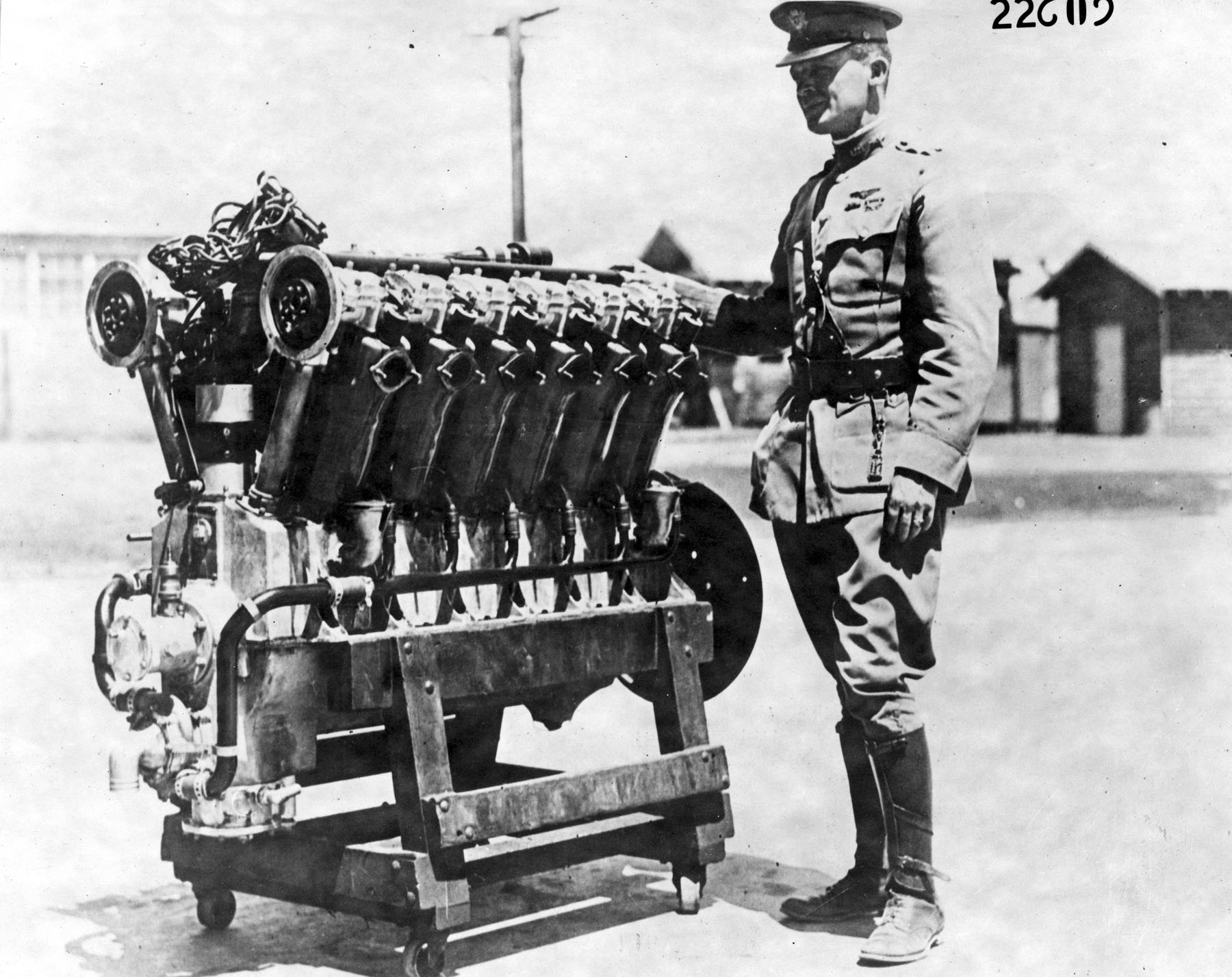
完成したリバティ L-12の初号機。右に立っているのはヘンリー・"ハップ"・アーノルド少佐。

1917年秋には陸軍省から22,500基が発注され、ビュイック、フォード、キャデラック、 リンカーン、マーモン、パッカードの各自動車・エンジンメーカーに生産が割り振られた。設計者の一人、ホールが所属していたホール・スコットは規模が小さすぎて対応できないと判断された。モジュール化設計により、複数工場での生産が進められた。
フォードはシリンダーの供給と、鋼板の切断・プレスの改良工法を迅速に開発することを命じられた。この結果、シリンダーの生産レートは日産151基から2000基以上になり、シリンダー433,826基のすべてと、3,950台のエンジンを完成させた。リンカーンはリバティエンジンの生産のためだけに新工場を建設し、12ヶ月で2,000台のエンジンを組み上げた。休戦協定が締結されるまでの間に、様々な企業で合計13,574基のリバティエンジンが製造され、生産レートは日産150基に上った。戦後も生産が続けられ、1917年7月4日から1919年までの間に合計20,478基が完成した。
フランスで稼働したのはエアコー DH.4のアメリカ生産機に搭載された何基かだけである。

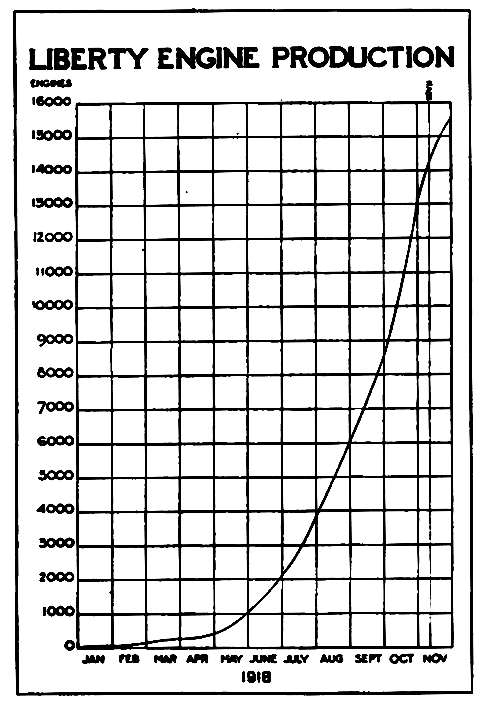
リバティ L-12の生産数推移
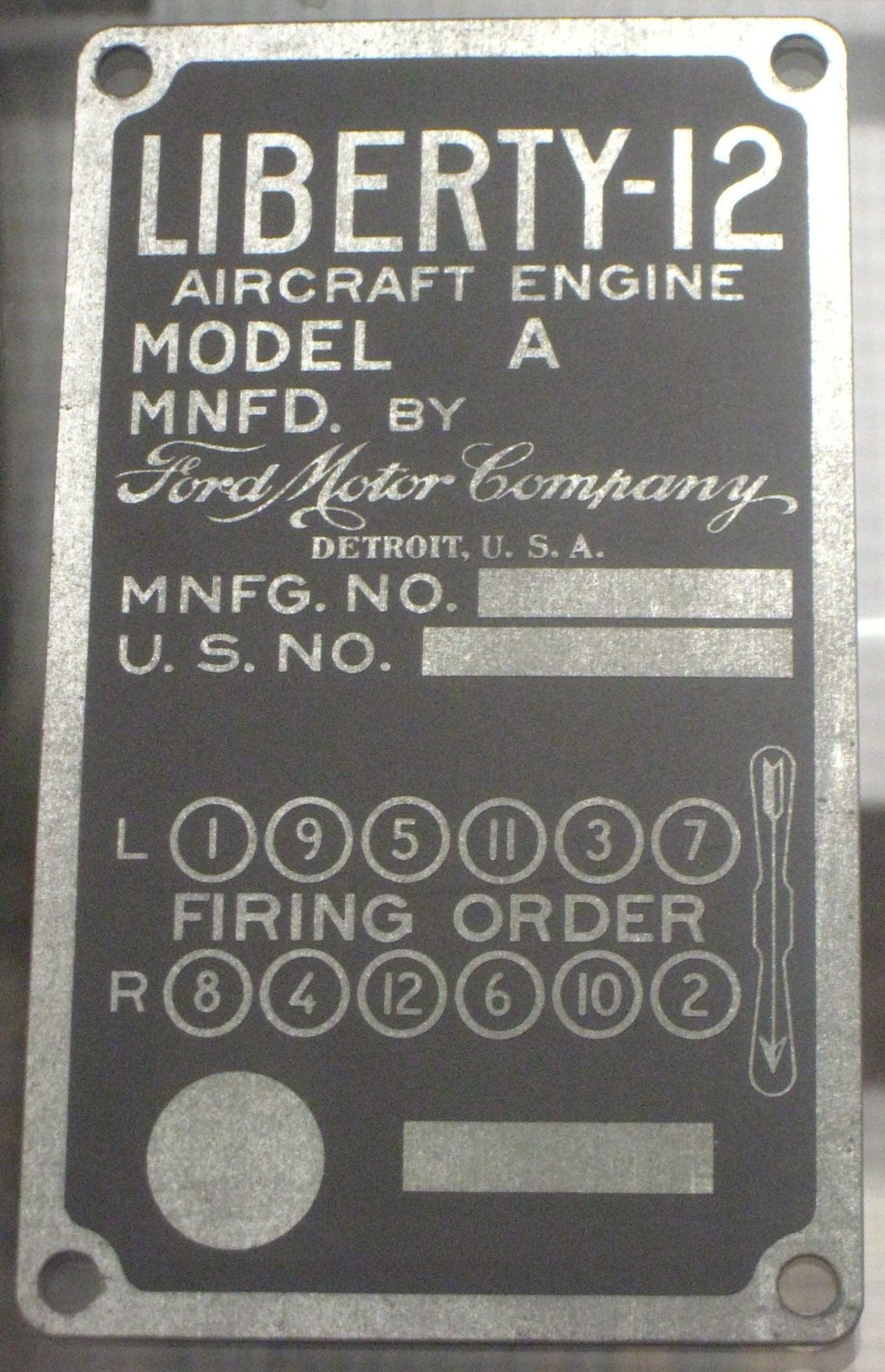
フォード製リバティ L-12の銘板。シリンダーの点火順序が書かれている。

### リンカーンでの生産
アメリカが第一次世界大戦に参戦すると、キャデラック（既にゼネラルモーターズ傘下であった）はリバティエンジン生産の打診を受けた。しかし、平和主義者であった当時の社長ウィリアム・C・デュラントは、ゼネラルモーターズやキャデラックの生産設備で軍需品を生産することに反対していた。このため、ヘンリー・リーランドはキャデラックを去り、リバティエンジンの生産のためリンカーン・モーターカンパニーを立ち上げた。リーランドはすぐさま1,000万ドルでエンジン6,000基を生産する契約を取り付けた。その後、契約台数は9,000基に増やされ、さらに政府が必要とする場合は8,000基を追加するオプションも追加された。デュラントはその後心変わりし、キャデラックとビュイックの工場でエンジン生産に取り組んだ。
1918年のうちに、16,000基以上のリバティエンジンが生産された。1918年11月11日の時点で、14,000基以上が生産済みだった。リンカーンは1919年1月に生産停止するまでに、実に6,500基を納品した。

## 設計

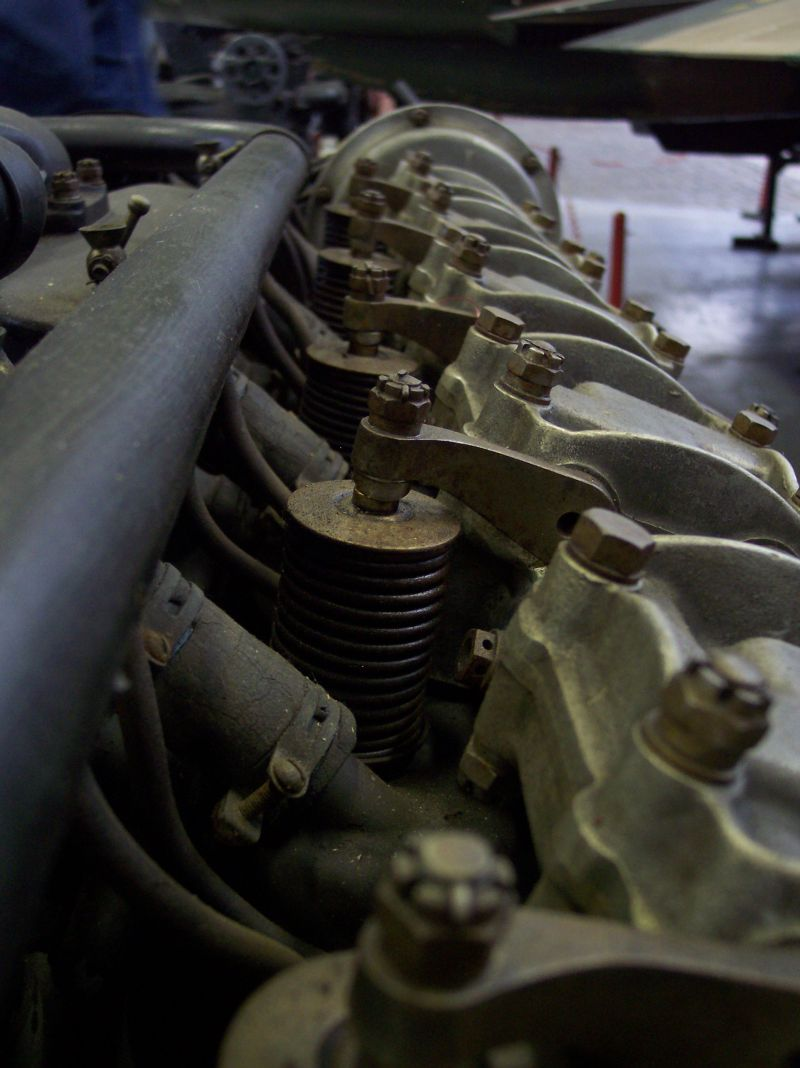
リバティ L-12のバルブトレインの拡大。メルセデス D.IIIaとほとんど同じである。

リバティエンジンはモジュール化設計が取り入れられており、4気筒または6気筒のシリンダーブロックを1列または2列に並べることで直列4気筒・V型8気筒・直列6気筒、V型12気筒とすることができた。
エンジン全体は上下に2分割されたアルミニウム鋳造のクランクケースにまとめられており、外周部に設けられたボルトで一体化された。当時のエンジンに共通する構造だが、シリンダーは冷却水を流すため周囲に薄い金属製のジャケットを備えた鍛造鋼管から個別に成形されていた。
各シリンダーバンク用の一本のオーバーヘッドカムシャフトは、直列6気筒のドイツのメルセデス D.IIIおよびBMW IIIとほぼ同じ形式で、シリンダーあたり2つのバルブを駆動した。 各カムシャフトは各シリンダーバンクの後部に配置された垂直軸によって駆動されており、これもメルセデス D.IIIおよびBMW IIIと同様であった。点火装置はデルコ・エレクトロニクス、キャブレターはゼニスから供給された。 乾燥重量は844ポンド（383kg）であった。
6気筒モデルのリバティ L-6の外観はメルセデス D.IIIおよびBMW IIIに非常によく似ていた。52基生産されたが軍に納入されることはなかった。52基のうち1基はウィリアム・クリスマスが設計したクリスマス ブレットに搭載されたが、初飛行で墜落して失われた。

## 派生型
V-1650
リバティ L-12を倒立配置としたもので、パッカードで1926年まで生産された。
紛らわしいことに、第二次世界大戦中にパッカードがロールス・ロイスからライセンスを受けて生産したマーリンもほぼ同じ排気量であったため、同じ名前 (パッカード V-1650 マーリン) が付けられた。こちらはP-51 マスタングに搭載されて大成功を収めたエンジンであるが、両者は排気量以外はまったく別物である。
アリソン VG-1410
アリソン VG-1410はリバティ L-12を空冷化し、倒立させたモデルである。機械式スーパーチャージャーを備え、プロペラは遊星歯車を介して駆動していた。ボア径を 4+5⁄8 in (120 mm)に縮小し、排気量を1,411 in3 (23.12 L)に抑えていた
。
リバティ L-6
直列6気筒としたモデルで、「リバティ・シックス」と呼ばれた。その外見は、ドイツが第一次世界大戦中に完成させた直列6気筒の航空エンジン、メルセデス D.IIIやBMW IIIとそっくりであった。
リバティ L-8
V型8気筒としたモデルで、排気量は18.02リットル、バンク角は90°になっている。
ミクーリン M-5
ソ連で製造されたライセンス生産品もしくは模倣品。

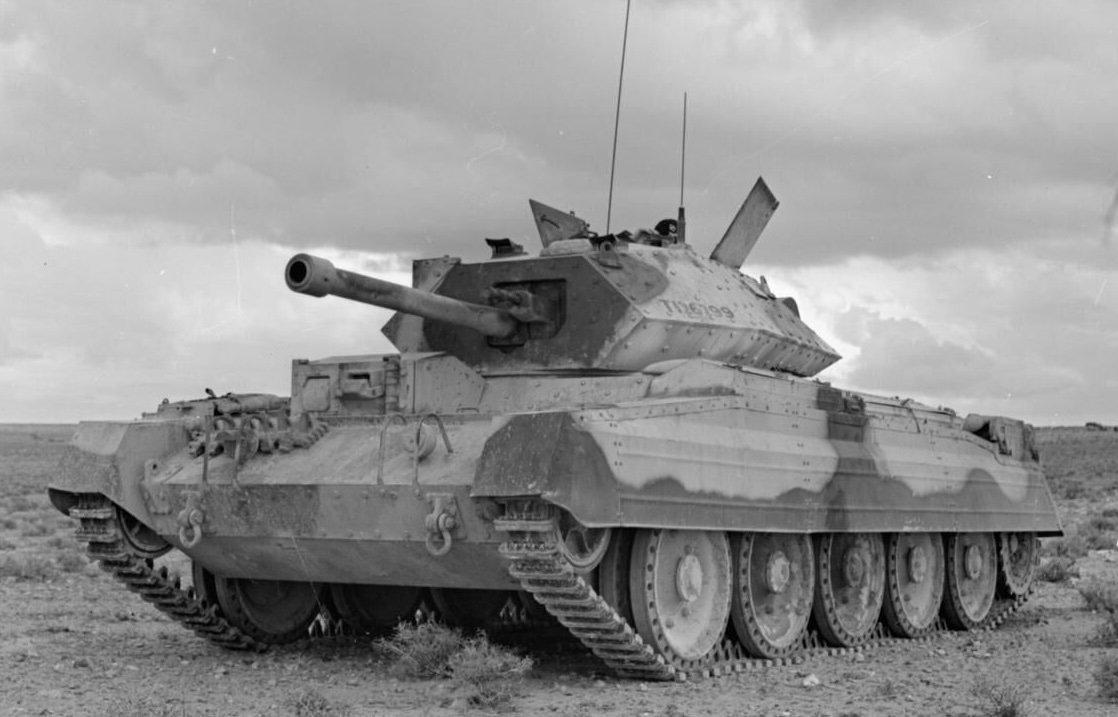
第二次世界大戦時のクルセーダーMk.III巡航戦車。エンジンにナッフィールド・リバティを搭載した。

ナッフィールド・リバティ
ナッフィールド・リバティは戦車用エンジンで、第二次世界大戦に際してイギリスの自動車メーカー ナッフィールドでライセンス生産されたものである。初期の巡航戦車やクルセーダー巡航戦車、 キャバリエ巡航戦車、セントー巡航戦車に採用された。 排気量27 L(1,649 in3) で出力 340 hp (250 kW; 340 PS) という性能は、戦車の重装甲化とそれに伴う車重増大に対応しきれず、冷却や信頼性の面でさまざまな問題を抱えていた。
ナッフィールド・リバティには以下の複数のバージョンがあった。
Mk.I
アメリカ製のエンジンをイギリスで改修したもの。吸気系とキャブレターをソレックス製のものに変更し、クランクケースブリーザーやタイミングギアが見直され、クランクシャフト端出力が向上している。1,500rpmで340 hp (250 kW; 340 PS) を発揮した。
Mk.II
イギリス製で、始動用エアコンプレッサーは使用しない。後期型ではエアコンプレッサーは撤去された。
Mk.III、IIIA、IIIB
クルセーダー巡航戦車に搭載するにあたり、エンジンベイの高さ制約に合うようにオイルポンプの再設計と冷却水ポンプの移設が行われた。空気圧式のブレーキと操向機の採用に合わせてエアコンプレッサーが再度搭載された。北アフリカ戦線の砂漠で大きな問題がいくつか起きたため、Mk.IIIは何度か改良された。3種類でそれぞれ補助空冷ファン駆動用チェーン周りの設計は異なっており、この他にバルブ調整機構の見直しや圧縮比の向上、給油系の見直しや冷却水ポンプの交換が行われた。
Mk.IV
空冷ファンの駆動軸が追加され、交換に手間のかかるチェーンが廃された。エアコンプレッサーはより低速で駆動するよう改められた。
Mk.IVA
回転数の上限を1,700rpmに上げることで出力を 410 hp (310 kW; 420 PS) に高めたモデルで、キャバリエ巡航戦車に搭載するためインテーク・マニホールドとキャブレターが新規に設計された。
Mk.V
Mk.IVAと同出力を発揮するよう再設計されたモデルで、セントー巡航戦車に搭載された。油分配系統が見直されたが、回転数の上限は1,700rpmで据え置かれた。元はクロムウェル巡航戦車に搭載される予定であったが、そちらにはロールス・ロイス ミーティアが採用され、同じ車体にMk.Vを搭載したものはセントー巡航戦車として別に生産された。

## 採用

### 航空機

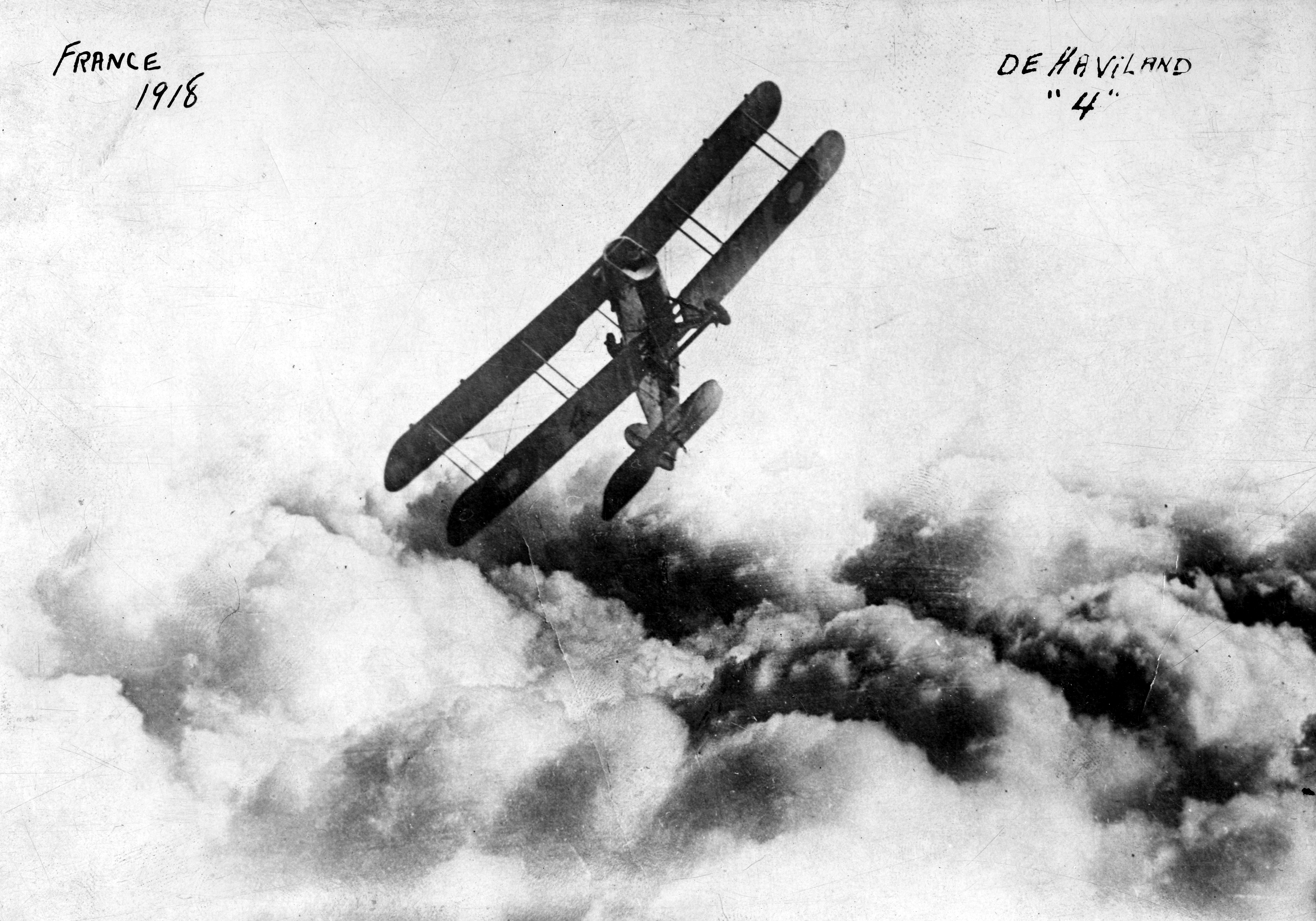
第一次世界大戦時にフランスで飛行中のエアコー DH.4

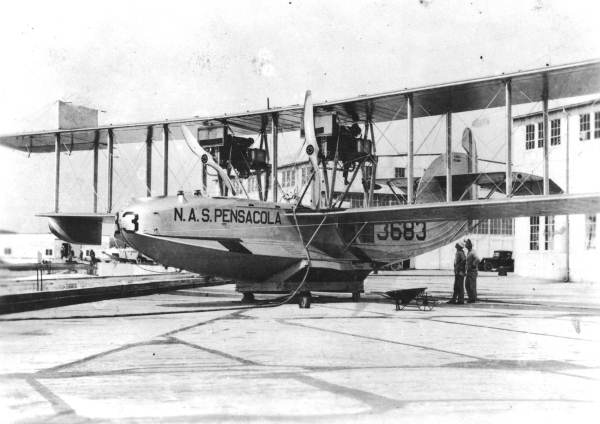
フェリックスストウ F5L

リバティは主に航空機に搭載された。
- エアコー DH.4 (アメリカ生産分)
- エアコー DH.9A
- エアコー DH.10
- ブレゲー 14 B2L
- カプロニ Ca.60
- カーチス H-16
- カーチス HS
- カーチス NC
- カーチス キャリアピジョン
- ダグラス C-1
- ダグラス DT
- ダグラスO-2
- フェリックストウ F5L
- フォッカー T.II
- ハンドレページ H.P.20
- ウイッテンマン・ルイス XNBL

フランスの飛行船、RN-1にも採用された。

### 自動車

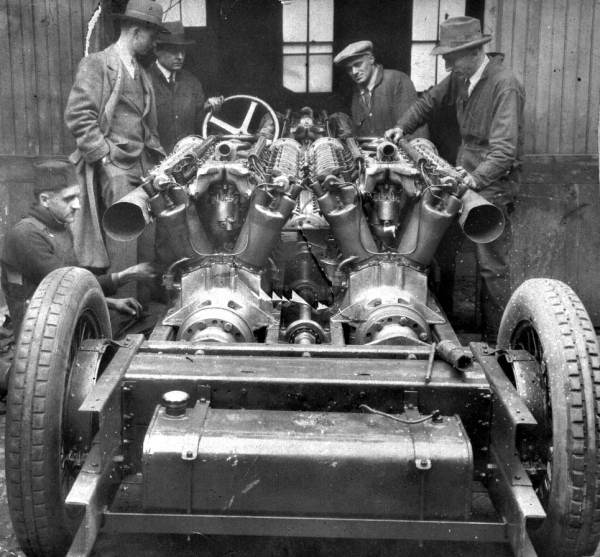
ホワイト・トリプレックス

航空機エンジンはパワーウェイトレシオに優れており、最高速度記録を狙う車両にはうってつけであった。
リバティ L-12は以下の2台の最高速度トライアル車両に搭載された。
- ベイブス: L-12を1基搭載
- ホワイト・トリプレックス: L-12を3基搭載し、タンデム動作

どちらも新記録を達成したが、さらなる挑戦を行っているうちにクラッシュし、ドライバーは死亡している。

### 戦車

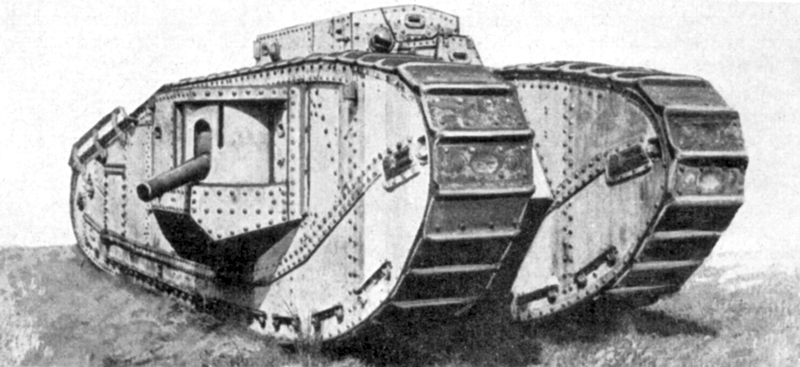
第一次世界大戦のマークVIII戦車

1917年には、早くもリバティを戦車に搭載する検討が始まり、1917年から1918年にかけてマーク VIII 戦車が設計された。アメリカではリバティ重戦車として導入され、シリンダーを鋼鉄製ではなく鋳鉄製とした300 馬力（220 kW）のリバティ V-12エンジンが採用された。リバティ重戦車は1919年から1920年にかけてロックアイランド兵器廠で100両が製造されたが、第一次世界大戦には間に合わなかった。最終的には2両の保存車を残してすべてカナダに訓練用として売却された。
戦間期には、アメリカではT1E1中戦車に搭載された他、ジョン・W・クリスティーが航空機エンジンと新型サスペンションを組み合わせた高速かつ機動性の高い戦車を着想した。クリスティーの着想に基づき、ソビエトではリバティのコピー品を搭載したBT-2およびBT-5が製作された (少なくとも1基のリバティが再調整のうえBT-5に搭載されたとみられている)。 BT戦車のデモ走行はイギリスの知るところとなり、イギリスではクリスティーの設計がライセンスされてA13戦車 (後の巡航戦車 Mk.III) の仕様が形作られた。

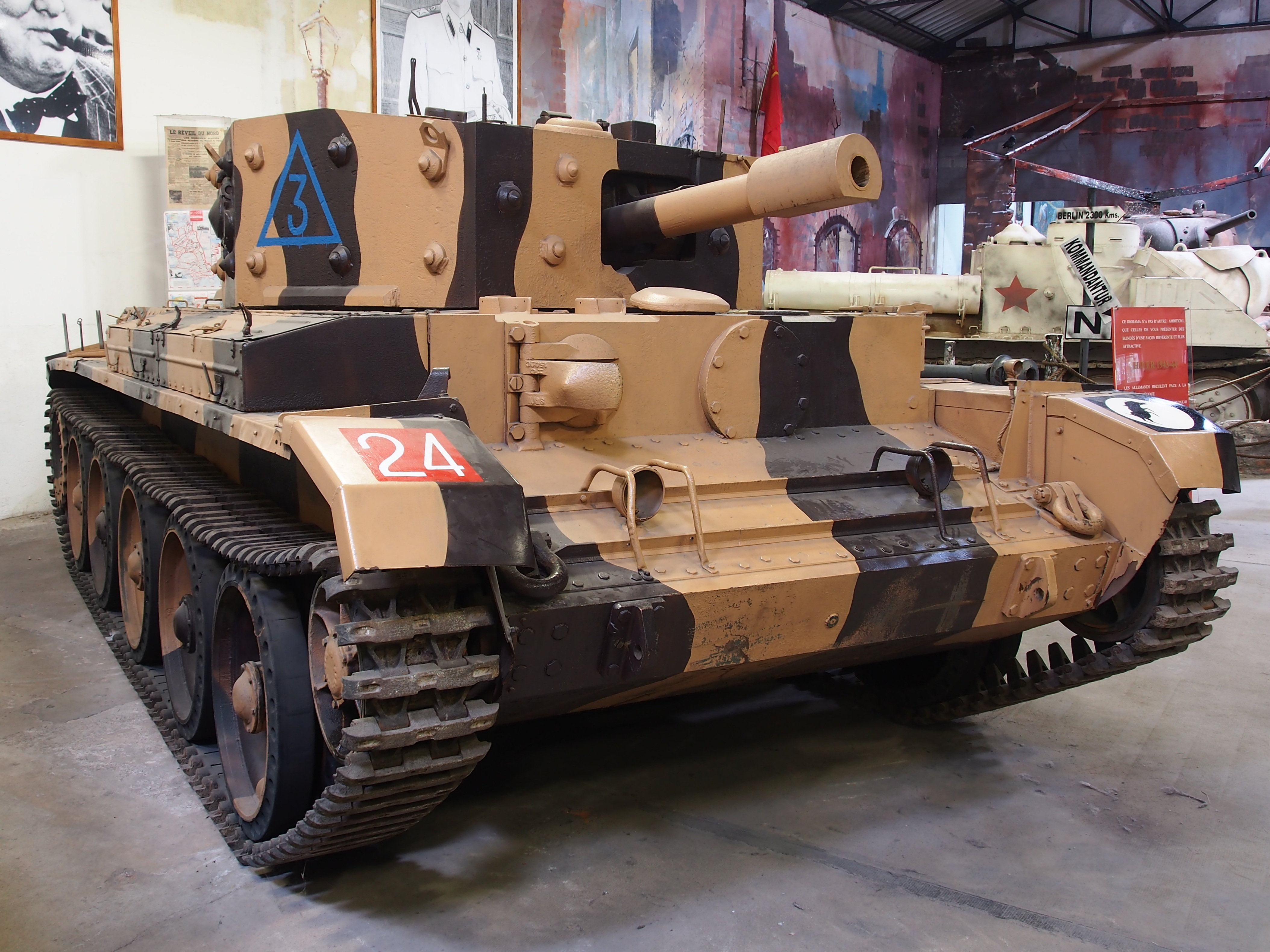
第二次世界大戦時のセントー巡航戦車。ナッフィールド・リバティの最終型が搭載された。

第二次世界大戦が始まると、ナッフィールドはイギリス軍の巡航戦車の生産を担当することになり、巡航戦車 Mk.III以降の各車に搭載するためにライセンスを取得して改設計を行った。後には重装甲化による車重増に対応するため大出力エンジンが求められたことから、航空機エンジンのロールス・ロイス マーリンを転用したロールス・ロイス ミーティアが採用された。
ナッフィールド・リバティーを使用した戦車には、以下のものがある。
- 巡航戦車 Mk.III：ナッフィールド・リバティ Mk.I
- 巡航戦車 Mk.IV：ナッフィールド・リバティ Mk.II
- クルセーダー巡航戦車: ナッフィールド・リバティ Mk.III、IIIA、IIIB、IV
- キャバリエ巡航戦車: ナッフィールド・リバティ Mk.IVA
- セントー巡航戦車: クロムウェル巡航戦車と同じ車体にナッフィールド・リバティ Mk.Vを搭載

### 船舶
- HD-4：アレクサンダー・グラハム・ベルが開発した水中翼船。2台のリバティ L-12を搭載していた。

## 保存機
何機かが現存し、レストアのうえ動態保存または静態保存されている。
オーストラリア
- 北部準州ダーウィンのオーストラリア航空歴史センターでDH.9Aに搭載されていたリバティ L-12が展示されている[16]。

英国
- ボービントン戦車博物館でナッフィールド・リバティが展示されている。

米国
- コネチカット州のブラッドレー国際空港に併設されたニューイングランド航空博物館でL-12Aが展示されている[17]。
- オールド・ラインベック・エアロドロームで週末に開催されるエアショーの際に、テストスタンドに据え付けられたL-12の稼働機が展示される。デモ運転も時折行われる[18]。

## 仕様

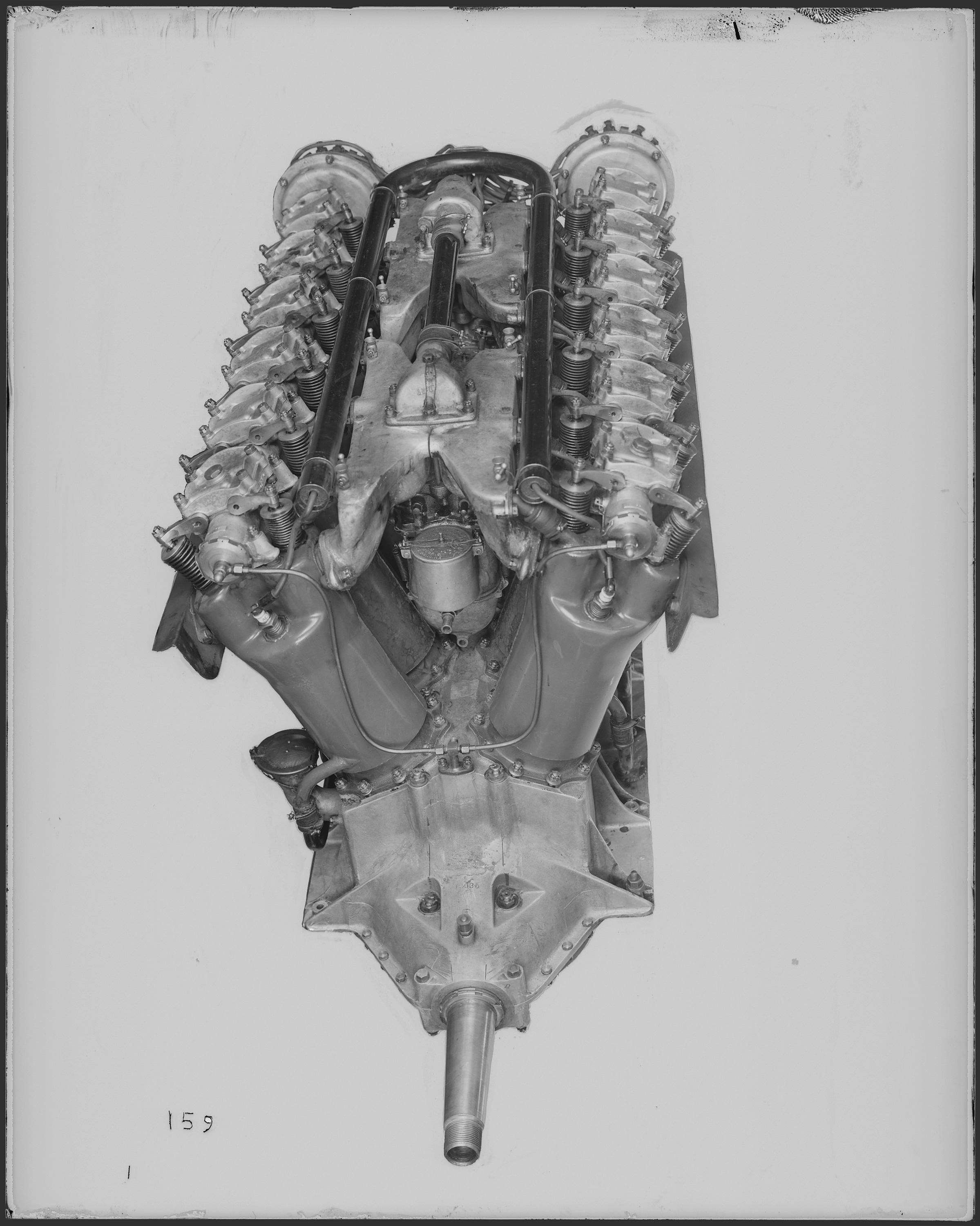

出典： Janes's All the World's Aircraft 1919
諸元
- タイプ： 液冷V型12気筒
- シリンダー直径： 5 in (127 mm)
- ストローク： 7 in (178 mm)
- 体積： 1,649.3 in3 (27.03 L)
- 全長： 67.375 in (1,711 mm)
- 全幅： 27 in (685.80 mm)
- 全高： 41.5 in (1,054.10 mm)
- 重量： 845 lb (383.3 kg)
- 設計者： ジェシー・G・ヴィンセント、エルバート・J・ホール

機構
- バルブ: SOHC
- 燃料システム： ゼニス製キャブレター 2基
- 燃料： ガソリン
- 潤滑システム： 強制循環
- 冷却システム： 液冷

性能
- 出力： 449 hp (334.8 kW) / 2,000 rpm (離陸時)
- 比出力： 0.27 hp/in3 (12.4 kW/L)
- 圧縮比： 5.4:1 (陸軍向け) / 5:1 (海軍向け)
- 燃料消費率： 0.565 pt/hp/hour (0.43 l/kW/hour)
- 出力重量比： 0.53 hp/lb (0.87 kW/kg)

### 関連書籍
- Bradford, Francis H. Hall-Scott: The Untold Story of a Great American Engine Manufacturer
- Angelucci, Enzo. The Rand McNally Encyclopedia of Military Aircraft, 1914-1980. San Diego, California: The Military Press, 1983. ISBN 0-517-41021-4.
- Barker, Ronald and Anthony Harding. Automotive Design: Twelve Great Designers and Their Work. SAE, 1992. ISBN 1-56091-210-3.
- Leland, Mrs. Wilfred C. and Minnie Dubbs Millbrook. Master of Precision: Henry M. Leland. Detroit, Michigan: Wayne State University Press, 1996. ISBNISBN 0-8143-2665-X0-8143-2665-X.
- Lewis, David L. 100 Years of Ford.  Lincolnwood, Illinois: Publications International. 2005. ISBN 0-7853-7988-6.
- "Lincolns." Lincoln Anonymous. Retrieved: August 22, 2006.
- Vincent, J.G. The Liberty Aircraft Engine. Washington, D.C.: Society of Automotive Engineers, 1919.
- Weiss, H. Eugene. Chrysler, Ford, Durant and Sloan: Founding Giants of the American Automotive Industry. Jefferson, North Carolina: McFarland & Company, 2003. ISBN 0-7864-1611-4.